# Owayne Gordon
Owayne Omar Gordon (Montego Bay, 8 ottobre 1991) è un calciatore giamaicano, centrocampista del Montego Bay Utd.

## Carriera

### Club
Ha giocato nei campionati giamaicano e statunitense.

### Nazionale
Ha esordito in nazionale nel 2015 ed è stato convocato per la Gold Cup 2017.

## Palmarès

### Club

#### Competizioni nazionali
- National Premier League: 2

Montego Bay: 2014-2015, 2015-2016